# Lorenz Johann Jakob Lang
Lorenz Johann Jakob Lang oder Lange (auch Johann Jakob Lang oder Laurentius Lang; * 10. Mai 1731 in Selb; † 18. September 1801 in Bayreuth) war ein deutscher lutherischer Theologe, Dichter, Gymnasialprofessor und Bibliothekar.

## Leben
Lang war Sohn eines Strumpfwirkers. Dieser erteilte ihm den ersten Unterricht. 1743 kam er auf das Kulmbacher Lyzeum, bevor er 1751 an der Universität Erlangen immatrikuliert wurde. Aufgrund der Armut seiner Eltern konnte er sich das Studium nur durch ein Stipendium und zusätzlich erteiltem Unterricht leisten. 1755 wurde er in Erlangen zum Magister graduiert. Später erhielt er noch den Grad eines Dr. phil. Lang wurde zunächst Hauslehrer in Bayreuth, bevor er 1756 als Konrektor an das Gymnasium von Neustadt an der Aisch und schließlich zum 1. März 1757 als Rektor an das Gymnasium illustre Collegium Christian-Ernestinum nach Bayreuth kam. 1758 wurde ihm auch die Professur der morgenländischen Sprachen und der schönen Wissenschaften übertragen. Neben Sprachen lehrte er zeitweise auch die Mathematik.
Lang wollte 1761 für eine Predigerstelle das Collegium Christian-Ernestinum verlassen, jedoch wollte Markgraf Friedrich III. von Brandenburg-Bayreuth ihn nicht gehen lassen. Er ernannte ihn am 1. Mai 1761 zum Konsistorialassessor und am 8. Dezember 1761 zum Konsistorialrat. 1765 erhielt er einen Ruf als Superintendent nach Mönchberg, jedoch entließ ihn Markgraf Friedrich Christian von Brandenburg-Bayreuth nicht aus seinen Ämtern, stattdessen erhielt er außerdem als Hofbibliothekar noch die Aufsicht über die Bayreuther Schlossbibliothek. Diese hatte er bis 1791 inne, als die Schloss- und Kanzleibibliothek zusammengelegt wurden. Als Lang 1780 von Konsistorium zum Superintendenten von Bayreuth vorgeschlagen wurde, entließ ihn der neue Markgraf Alexander von Brandenburg-Ansbach-Bayreuth ebenso nicht aus seinen Ämtern, stattdessen rückte er 1784 zum Ersten Professor sowie zum Inspektor der Alumnen auf. Er vertrat daneben 1794 für vier Monate interimsmäßig das Amt des Bayreuther Konsistorialpräsidenten. 1795 wurde er obendrein zum Geistlichen Rat im zweiten Bayreuther Regierungssenat ernannt. Als solcher wurde 1798 bestätigt.
Lang wurde als lateinischer Dichter gelobt. Zudem gehörte er 1779 zu den Herausgebern des Bayreuth’schen Gesangbuches, in das er mindestens fünf eigene Kirchenlieder einbrachte. Neben einer großen eigenen Bibliothek besaß er eine Mineraliensammlung, eine Münzsammlung sowie eine Porträtsammlung.

## Werke (Auswahl)
- In locum difficiliorem Hoseae X, com. X. Tetzschner, Erlangen 1755.
- Text bey der feyerlichen Einweyhung der Bayreuthischen Schloßkirche: deutsch und latein, Bayreuth 1758.
- Oratio panegyrica quam piis manibus viri quondam magnifici summe venerabilis Germani Augusti Ellrodii ..., Dietzel, Bayreuth 1760.
- Demonstrationvm Limites: Meditatio Docimastica, Langbein, Bayreuth 1761.
- Historia superintendentium Burggraviatus Norici superioris generalium, 11 Teile, Langbein, Bayreuth 1773–1778.
- Oratio Historica De Turbis In Burggraviatus Norici Provinciis Ex Libro Interim Ortis, Schwenter, Bayreuth 1781.
- Precvm et promissionvm in Scriptvra Sacra occvrrentium admirabilis consensio: voti Davidis psalmo LXXI. C. 17. 18. et promissionis Iesaiae XLVI. C 4. exstantis exemplo illustrata..., Hagen, Bayreuth 1794.